# Langue des signes internationale
 (avril 2013).
Si vous disposez d'ouvrages ou d'articles de référence ou si vous connaissez des sites web de qualité traitant du thème abordé ici, merci de compléter l'article en donnant les références utiles à sa vérifiabilité et en les liant à la section « Notes et références ».
La langue des signes internationale (LSI)  est une langue des signes qui peut être utilisée par des sourds du monde entier. Elle est distincte lexicalement de toutes les langues des signes spécifiques, car elle intègre des éléments provenant d'une variété de différentes langues des signes (essentiellement européennes). Elle est utilisée principalement dans les conférences internationales des sourds et aux rassemblements tels que les Jeux olympiques des sourds. Elle n'est pas nécessairement comprise par tous les sourds, leur langue naturelle étant leur langue des signes usuelle (LSF en France, ASL aux États-Unis et au Canada anglophone, LSQ au Québec et Canada francophone, BSL au Royaume-Uni, etc.).

## Histoire
La langue des signes internationale a été discutée pour la première fois au congrès mondial du World Federation of the Deaf (WDF) en 1951. Les années suivantes apparut un pidgin venant des délégués internationaux. Dans les années 1970 parut un livre promulgué par la Commission of Unification of Signs, avec une liste de 1 500 signes. La LSI s'inspire de la langue des signes américaine et de la langue des signes italienne.